# Батыровский сельсовет
Батыровский сельсовет — муниципальное образование в Аургазинском районе Республики Башкортостан Российской Федерации.

## История
Согласно «Закону о границах, статусе и административных центрах муниципальных образований в Республике Башкортостан» имеет статус сельского поселения.

## Население
| 2002  | 2009  | 2010  | 2012  | 2013  | 2014  | 2015  |
| ----- | ----- | ----- | ----- | ----- | ----- | ----- |
| 2328  | ↘2270 | ↘2237 | ↘2198 | ↘2168 | ↘2120 | ↘2058 |
| 2016  | 2017  |       |       |       |       |       |
| ↘2021 | ↘1984 |       |       |       |       |       |

## Состав сельского поселения
| №  | Населённый пункт | Тип населённого пункта       | Население |
| -- | ---------------- | ---------------------------- | --------- |
| 1  | Куезбашево       | село, административный центр | ↗618      |
| 2  | Мустафино        | деревня                      | ↘432      |
| 3  | Новоитикеево     | деревня                      | ↘425      |
| 4  | Новоадзитарово   | деревня                      | ↘372      |
| 5  | Староитикеево    | деревня                      | ↘197      |
| 6  | Ивановка         | деревня                      | ↗83       |
| 7  | Новомустафино    | деревня                      | ↘49       |
| 8  | Князевка         | деревня                      | ↗28       |
| 9  | Николаевка       | деревня                      | ↘25       |
| 10 | Сабанчи          | деревня                      | ↘8        |